# 川俣晃自
川俣 晃自（かわまた こうじ、1917年8月16日 - 1999年7月5日）は、日本の劇作家、小説家、フランス文学者。東京都立大学名誉教授。

## 生涯
栃木県足利市出身。第一高等学校を経て、東京帝国大学仏文科卒。一高時代から小説を書き、戦後は都立大学助教授、教授、1957年小説「般若心経」が中央公論新人賞佳作として掲載される。66年戯曲「関東平野」で第12回岸田國士戯曲賞受賞。82年都立大を定年退官、名誉教授、獨協大学教授。

## 著書
- 『美しい国』弥生書房 1978.5
- 『シャルロッテ・フォン・エステルハイム』弥生書房 1980.5
- 『文学概論抄』青山社 1983.11
- 『西遊文学抄』青山社 1985.12
- 『パスカルに捧げる弥撒』弥生書房 1991.11
- 藤木宏幸,源五郎,今村忠純編『関東平野「戦争と平和」戯曲全集』第13巻、日本図書センター 1998.9

## 翻訳
- 『ジャンヌ・ダルク』ジョゼフ・カルメット 岩波新書 1951
- 『アヴィニヨンの恋人』エルザ・トリオレ 岩波現代叢書 1953
- 『パスカル』アンリ・ルフェーヴル 新評論社 1954
- 『批評家を批評する』マルセル・パニョル 岩波新書 1954
- 『シャルルマーニュ』ジョゼフ・カルメット 白水社・文庫クセジュ 1955
- 『チェーホフ その生涯と作品』E.トリオレ 岩波書店 1955 (時代の窓)
- 『人間の科学と哲学』L.ゴルドマン 清水幾太郎共訳　岩波新書 1959
- 『裁判きちがい ジャン・ラシーヌ 未来海外劇場』第1巻 未来社 1961
- 『小説社会学』リュシアン・ゴルドマン 合同出版 1969
- 『人間科学の弁証法』L.ゴルドマン イザラ書房 1971 (イザラ叢書)
- 『映画社会学』アニー・ゴルドマン 吉田千代子共訳 合同出版 1972
- 『人間の科学とマルクス主義』リュシアン・ゴルドマン 紀伊国屋書店 1973
- 『平和の訪れ デカルト著作集 4』白水社 1973 舞踊劇
- 『ルカーチとハイデガー 新しい哲学のために』リュシアン・ゴルドマン 法政大学出版局 1976 (叢書・ウニベルシタス)
- 『ポール・ニザン 知識人の機能の危機』ユセフ・イシャグプール 法政大学出版局 1988.12 (叢書・ウニベルシタス)
- 『現代芸術の出発 バタイユのマネ論をめぐって』ユセフ・イシャグプール 法政大学出版局 1993.3 (叢書・ウニベルシタス)
- 『エリアス・カネッティ 変身と同一』ユセフ・イシャグプール 法政大学出版局 1996.2 (叢書・ウニベルシタス)

## 参考
- 日本人名大辞典